# Walter Thiele (Erfinder)
Walter Thiele (* 16. Februar 1921 in Berlin) hat über 1600 mehr oder weniger nützliche Dinge erfunden; mit seinem Lachsack wurde er Millionär.

## Leben
Mitte der 1960er ließ die Restaurantkette Wienerwald künstliche Papageien als Werbemittel entwickeln, die „Heute bleibt die Küche kalt, wir gehen in den Wienerwald“ krächzten. Der Erfinder dieses Papageis war Walter Thiele, der dafür in eine Papagei-Puppe einen batteriebetriebenen Miniatur-Plattenspieler eingepflanzt hatte. Bald jedoch mochte Wienerwald-Chef Friedrich Jahn die Papageien nicht mehr und musterte sie aus.
Thieles Versuche, seine Papageien auf Erfindermessen anzubieten, schlugen auch fehl. Als sich auch auf der Brüsseler Erfindermesse im Jahre 1968 niemand dafür interessierte, riss er frustriert den Papagei auf und steckte den Plattenspieler mit einer Platte mit Gelächter in eine alte Socke. Das fanden die Leute plötzlich komisch. Um dieses zunächst „Lachsock“ genannte Ding zu vervollkommnen, lud Thiele Menschen zum Vorlachen ein. Dem Sieger, einem Finanzbeamten aus Nürnberg, bot er 1000 Mark auf die Hand oder 10 Pfennig pro Sack. Der Beamte ging auf Nummer sicher und nahm die Pauschale.
In Deutschland kam die Idee zunächst nicht gut an: Der Erfinder musste den Umweg über das Ausland gehen und meldete ihn in Japan zum Patent an. So kam der Lachsack erst einige Jahre später in Deutschland auf den Markt. Von diesem Lachsack wurden seit 1968 bis heute über 120 Millionen Stück verkauft. Später erfand er noch die „Berliner Luft in Dosen“.
Als er 75 Jahre alt war, verkündete er öffentlich und weltweit, für den Fall seines Todes einen Mann für seine 46 Jahre jüngere Frau und für sein Vermögen zu suchen.
Im Jahre 2002, als er 81 Jahre alt war, verkaufte er für 2500 € die Rechte für einen „Pannenroller“, der den Radwechsel bei Reifenpannen vermeiden sollte.